# Praproče, Koper
Praproče este o localitate din comuna Koper, Slovenia, cu o populație de 23 de locuitori.